# Тиргу-Муреш (футбольний клуб, 2004)
«Спортивна асоціація Трансильванія 2013 Тиргу-Муреш» (рум. Asociația Sportivă Ardealul 2013 Târgu Mureș), або просто «Тиргу-Муреш» (рум. ASA Târgu Mureș) — румунський футбольний клуб з однойменного міста. Заснований 2004 року як «Транс-Сіл Тиргу-Муреш» (рум. Trans-Sil Târgu Mureș). Розформований у 2018 році.

## Назва клубу
- 2004—2008: «Транс-Сіл Тиргу-Муреш» (рум. Trans-Sil Târgu Mureș)
- 2008—2013: «Футбол клуб Мунісіпал» (рум. Fotbal Club Municipal)
- 2013—2018: «Тиргу-Муреш»

## Досягнення
- Володар Суперкубка Румунії: 2015